# Lavatory Lovestory
Lavatory Lovestory ist ein russischer animierter Kurzfilm von Konstantin Bronsit aus dem Jahr 2007. Der Film lief am 2. März 2007 in den russischen Kinos an.

## Handlung
Die Putzfrau einer öffentlichen Toilette sitzt täglich in ihrer Kabine, leert das kleine Mayonnaiseglas, in dem sie das Kleingeld für die Toilettennutzung sammelt, isst kurz vor 12 ihre Schnitte und putzt anschließend den Toilettenraum. Sonst liest sie die Zeitung Happy Woman und fühlt sich einsam. Als sie eines Tages vom Putzen des Toilettenraumes zurückkehrt, steckt in Mayonnaiseglas ein Strauß rote Blumen. Sie ist verwirrt, nimmt sie aus dem Glas, als niemand mehr Geld hineinwerfen kann, stellt sie wieder hinein und wirft sie irgendwann in den Mülleimer. Kurz darauf steht auf ihrem Tresen ein Strauß mit blauen Blumen, später einer mit gelben. Die Putzfrau läuft mit den gelben Blumen jede Kabine auf der Suche nach dem Bringer der Blumen ab und wirft einen Kunden sogar in die Kloschüssel, aus der sie ihn herausziehen muss.
Da die Frau den Bringer der Blumen nicht ausfindig machen kann – auch eine Spur rote Blumen, die nach draußen führt, bringt kein Ergebnis – wird sie traurig und beginnt zu weinen. Bald sieht sie jedoch eine frische Fußspur, die zu einer Toilettenkabine führt. Ein Blütenblatt fliegt unter der Tür hindurch und in der Kabine steht der Mann, den die Frau aus Versehen in die Kloschüssel gestoßen hatte. Um ihn herum liegen Blütenblätter, verlegen hält er ihr zwei halbzerrupfte Blumen hin. Sie umarmt ihn begeistert und sämtliche Blütenblätter werden in die Luft gewirbelt. Wenig später sitzen beide in der Kabine der Frau, lesen in einer Zeitung und haben neben dem Mayonnaiseglas für das Geld auch ein Ketchupglas stehen, in dem sich Blumen befinden. Im Damenklo fehlt unterdessen der Putzmann, der sich mit einem Schild entschuldigt – es ist der neue Geliebte der Putzfrau.

## Auszeichnungen
Lavatory Lovestory wurde 2009 für einen Oscar in der Kategorie „Bester animierter Kurzfilm“ nominiert, konnte sich jedoch nicht gegen Tsumiki no Ie durchsetzen.